# ハラウィ (メシアン)
『ハラウィ―愛と死の歌』（フランス語: Harawi, chant d'amour et de mort）は、オリヴィエ・メシアンが1945年に作曲したドラマティック・ソプラノとピアノのための連作歌曲。歌詞はメシアン本人による。12曲から構成され、演奏時間は約1時間。
『トゥランガリーラ交響曲』（1946-1948年）、『5つのルシャン』（1948年）とともにメシアンの「トリスタン三部作」をなす。

## 概要
第二次世界大戦のパリ解放後、メシアンは『幼子イエスに注ぐ20の眼差し』および『神の現存についての3つの小典礼』を発表したが、とくに後者は大スキャンダルになった。メシアンはこの後1963年の『天の都市の色彩』まで演奏会用の宗教作品の作曲を止めている。『ハラウィ』は『神の現存についての3つの小典礼』の次に書かれた大曲である。
メシアンにとってトリスタンとイズーの主題は宿命的に肉体を超越する愛であり、宇宙的な規模に広がるために必然的に死を呼ぶ愛であった。ただし、『ハラウィ』の歌詞はトリスタンの物語とは関係なく、マルゲリート・ベクラール・ダルクール (fr:Marguerite Béclard d'Harcourt) とその夫のラウル・ダルクールによって編集されたペルーの民謡集にもとづいている。ハラウィ (Harawi (genre)) という題名はスペイン人に征服される前のインカ帝国で話されていたケチュア語で、あらがいようのない、それでいて成就しない愛を思い起こさせる言葉であるという。全体は「緑の鳩」という愛称で呼ばれるピルーチャの悲劇を描く。また、メシアンはイギリスのシュルレアリスム画家ローランド・ペンローズの1937年の絵『見ることは信じること（見えない島）』に感動し、第10曲「愛、星の鳥」の着想源としただけではなく、メシアンによれば全曲のシンボルになるほど重要だったという。
メシアン本人による歌詞はシュルレアリスム的で、後の『5つのルシャン』ほどではないがケチュア語にもとづく人造語や擬音を大量に含んでいる。
曲の中にくり返し登場する愛の主題もダルクール編のペルー民謡から取られたものだが、もとは単純な五音音階の旋律であるのを第2・第6音を半音上げて用いている。
『ミのための詩』（1936年）、『地と天の歌』（1938年）と同様、この曲もワーグナー歌手のマルセル・バンレ(Marcelle Bunlet, 1900-1991)が歌うことを想定して書かれている。曲は1945年のうちに完成していたが、初演は遅れて1946年6月26日にエチエンヌ・ド・ボーモン伯爵 (fr:Étienne de Beaumont) 宅の私的演奏会において、マルセル・バンレのソプラノ、メシアン本人のピアノによって行われた。

## 構成
『ハラウィ』は以下の12曲から構成される。
1. お前、眠っていた街よ La ville qui dormait, toi - 「極端に遅く、夢の中で」という速度指示がある。
2. こんにちは、お前、緑の鳩よ Bonjour toi, colombe verte - 緑の鳩へのあいさつ。ここで愛の主題が初登場する。ピアノによる鳥の声の模倣がある。
3. 山々 Montagnes - 「赤紫、黒の上の黒」(Rouge-violet, noir sur noir)という色彩的な歌詞で始まる。メシアンによるとアンデス山脈は見たことがないので、別荘から見えるアルプスの避暑地ドーフィネの山々からイメージを借りてきたという[11]。
4. ドゥンドゥ・チル Doundou Tchil - 人工語のくり返しで始まる一種の舞曲。
5. ピルーチャの愛 L'amour de Piroutcha - 恋人たちの会話を歌詞とする甘い愛の歌だが、なお斬首と死のイメージがつきまとう[4]。
6. 惑星の反復 Répétition planétaire - 歌詞のほとんどが人工語による。
7. さらば Adieu - 第2曲の愛の主題が再現し、緑の鳩との別れが歌われる。
8. 音節 Syllabes - 緑の鳩について歌う静かな部分と、ピャ(pia)という音節を激しくくり返す人工語の部分が交替に出現する。この音節はインカの王子を助けたという伝説の猿の警告の鳴き声に由来するとされるが、インドネシアにも「猿の踊り」（ケチャ）がある[12]。
9. 階段は再び語る、太陽の身振り L'escalier redit, gestes du soleil - もっとも歓喜に見ちた曲で、愛と死について歌われる。
10. 愛、星の鳥 Amour oiseau d'étoile - ペンローズの画に着想を得た、空の下にある上下逆の頭について静かに歌われる。
11. カチカチ、星々 Katchikatchi les étoiles - 短い、第4曲と対応する舞曲で、星たちの回転と斬首のイメージが歌われる。
12. 闇のなかに Dans le noir - 再び愛の主題が出現した後、第1曲の眠っていた街に戻っていく。

## 備考
メシアンの墓には『ハラウィ』の楽譜が刻まれている。墓は鳩の形をしており、第10曲から「すべての星の鳥たち」(Tous les oiseaux des étoiles)の部分が引かれている。